# Argés
Argés (řecky Άργης) je podle řeckých bájí jeden ze tří Kyklopů. Jeho jméno znamená „jas“. Jedná se o obry s jedním okem uprostřed čela. Podle Hésioda jsou tři, kromě Argése ještě Steropés a Brontés. Jejich otcem je bůh nebe Uranos a matkou bohyně země Gaia. Argés se svými bratry pomohl Diovi, když povstal proti svému otci Kronovi a zhotovili mu hromy a blesky, s jejichž pomocí zvítězil.